# Casa de Wettin
La Casa de Wettin fue una casa dinástica de condes, duques, príncipes electores (Kurfürsten) y monarcas alemanes que gobernaron el territorio de lo que hoy es el estado federado de Sajonia durante más de 800 años. Algunos de sus representantes lograron también ser elegidos reyes de Polonia. Ramas patrilineales de la Casa de Wettin han ascendido en algún momento a los tronos de Reino Unido, Portugal, Bulgaria, Polonia, México, Sajonia y Bélgica; de ellas, solo la británica y la belga se mantienen reinando.

## Orígenes: los Wettin de Sajonia

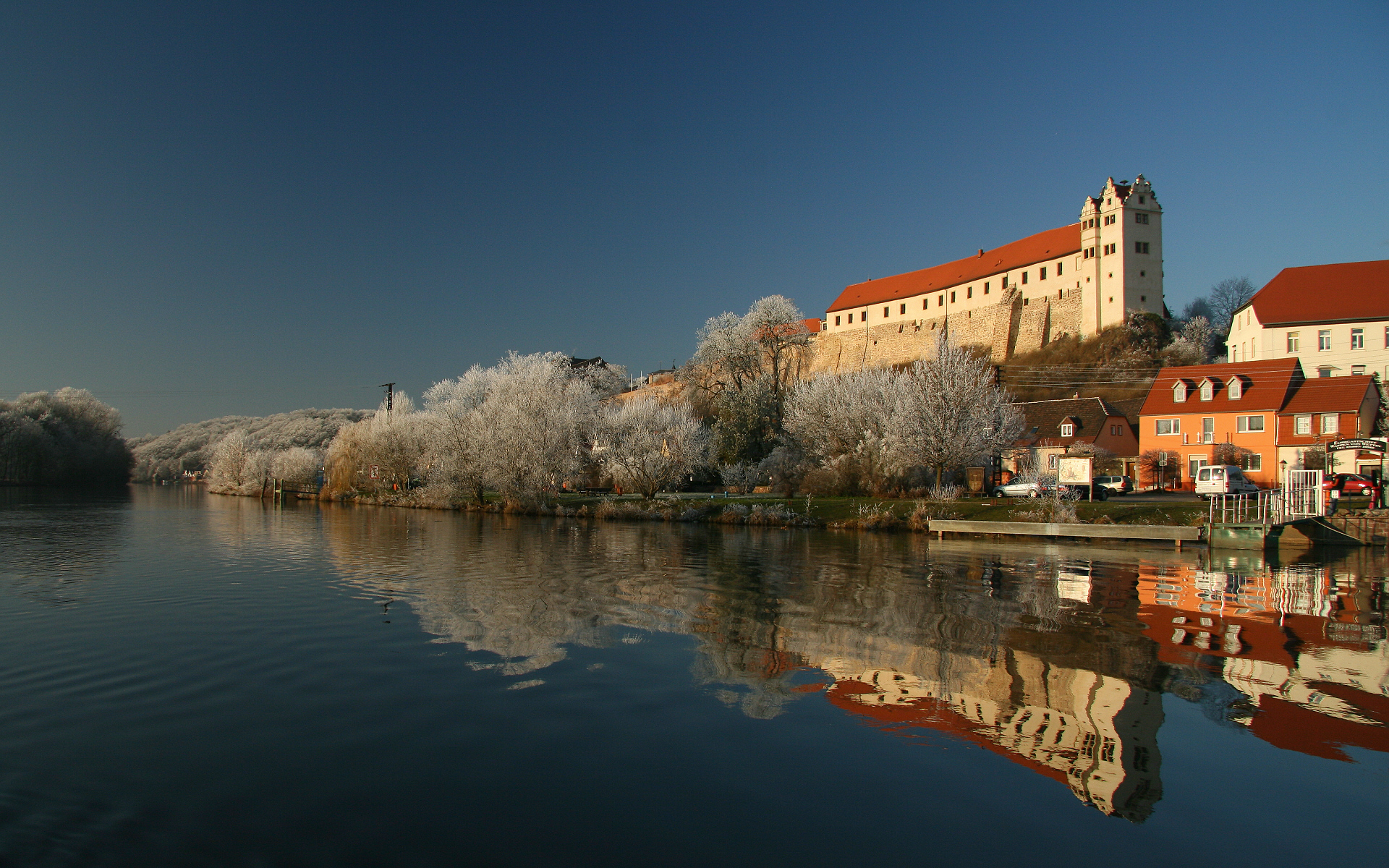
Castillo de Wettin sobre el río Saale en la actual Sajonia-Anhalt, Alemania.

El más antiguo miembro de la Casa de Wettin que se conoce de cierto fue Dietrich o Diterico (muerto en 982), cuyo territorio estaba radicado en los alrededores del Liesgau (localizado en el borde occidental de los montes Harz). Alrededor del año 1000, como parte de la conquista alemana de las marcas eslavas orientales del Imperio carolingio, la familia adquirió el Castillo de Wettin (Burg Wettin), del que tomaron su nombre. El Castillo de Wettin está situado en Wettin, en la región llamada Hosgau, a orillas del río Saale. Hacia 1030, la familia Wettin recibió la Marca Oriental Sajona como feudo del Sacro Imperio Romano Germánico.
La importancia de la familia Wettin en las Marcas Eslavas hizo que el emperador Enrique IV del Sacro Imperio Romano Germánico los invistiera en 1089 con la Marca de Misnia como feudo del Sacro Imperio. La familia progresó en la Edad Media: en 1263 heredaron el Landgraviato de Turingia (aunque sin el territorio de Hesse), y en 1423 fueron investidos con el Ducado de Sajonia, con centro en Wittenberg. Así llegaron a gobernar uno de los Estados imperiales con el título de Príncipe elector del Sacro Imperio Romano Germánico.

### Subdivisión en Ernestinos y Albertinos

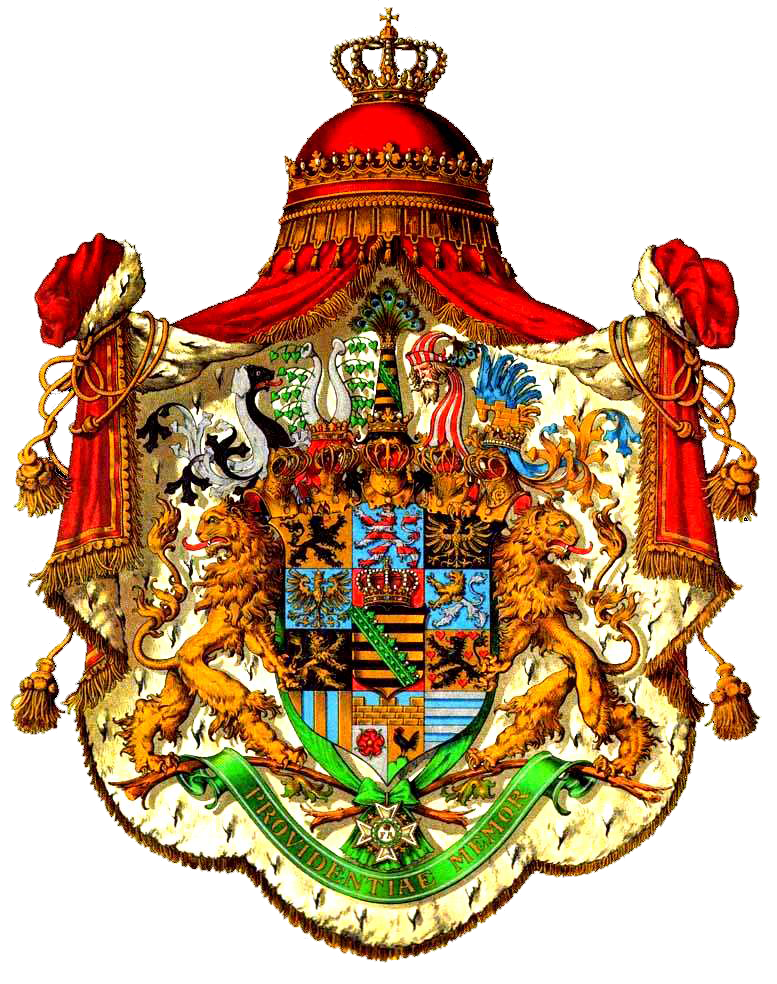
Escudo de los Wettin (Línea Albertina).

|  |  |  |  |  |  |  |  |  |  |                                          |                                          |                                          |                                          | Federico II de Sajonia (1412-1464)       |                                          |  |  |                                          |                                          |                                          |                                          |                                          |                                          |  |  |
|  |  |  |  |  |  |  |  |  |  |                                          |                                          |                                          |                                          |                                          |                                          |  |  |                                          |                                          |                                          |                                          |                                          |                                          |  |  |
|  |  |  |  |  |  |  |  |  |  |                                          |                                          |                                          |                                          |                                          |                                          |  |  |                                          |                                          |                                          |                                          |                                          |                                          |  |  |
|  |  |  |  |  |  |  |  |  |  | Ernesto (fundador de la línea Ernestina) | Ernesto (fundador de la línea Ernestina) | Ernesto (fundador de la línea Ernestina) | Ernesto (fundador de la línea Ernestina) | Ernesto (fundador de la línea Ernestina) | Ernesto (fundador de la línea Ernestina) |  |  | Alberto (fundador de la línea Albertina) | Alberto (fundador de la línea Albertina) | Alberto (fundador de la línea Albertina) | Alberto (fundador de la línea Albertina) | Alberto (fundador de la línea Albertina) | Alberto (fundador de la línea Albertina) |  |  |

## Wettin (Condes de Eilenburg-Wettin)
- Teodorico I de Wettin, conde de Gau Budsici (Wettin)
- Dedo I de Wettin, conde de Merseburg (960-1009)
- Federico I de Wettin, conde de Eilenburg (960-1017)
- Teodorico II de Wettin, conde de Eilenburg, Brehna, Hassengau (1017-1034), Margrave de Lusacia (1031-1034)
- Dedo II de Wettin, Margrave de Lusacia (1034-1075), conde de Eilenburg
- Dedo III de Wettin, Margrave de Lusacia (1060-1069)
- Enrique I de Wettin, Margrave de Meissen (1089-1103), conde de Eilenburg
- Enrique II de Wettin, Margrave de Meissen (1103-1123), conde de Eilenburg
- Timo de Wettin, conde de Brehna y Wettin
- Dedo IV de Wettin, conde de Wettin-Groitzsch
- Conrado I de Wettin, conde de Wettin-Groitzsch, Margrave de Meissen (1130-1156), Margrave de Lusacia (1136-1156)

## Wettin-Meissen
- Conrado I, el Grande, Margrave de Meissen (1130-1156), Margrave de Lusacia (1136-1156).

### Margraviato de Nieder-Lausitz (Baja Lusacia)
- Teodorico II (o Dietrich II (en alemán)) de Landsberg, Margrave de Baja Lusacia (1156-1185).
- Dedo III o V el Gordo, Margrave de Baja Lusacia (1185-1190)
- Conrado II de Groitzsch, Margrave de Baja Lusacia (1190-1207)

### Margraviato de Meissen (Misnia)
- Otón II "El Rico", Margrave de Meissen (1156-1190).
- Alberto I "El Orgulloso", Margrave de Meissen (1190-1195).
- Teodorico I o II "el Oprimido" (en alemán "Dietrich III der Bedrängte"), Margrave de Meissen (1195-1221), Mº de Lusacia (1207-1221).
- Enrique III "El Ilustre" (Heinrich III der Erlauchte), Margrave de Meissen-Lusacia (1221-1288), Landgrave de Turingia (1247-1265), Conde Palatino de Sajonia (1247-1265).
- Alberto II "El Malvado" (Albrecht II der Unartige), Landgrave de Turingia (1265-1307), Conde Palatino de Sajonia (1265-1307), Margrave de Lausitz (1288-1292), Margrave de Meissen (1291-1292).
- Dietrich IV der Weise, Landgrave de Landsberg (1242-1285).
- Federico Tuta, Landgrave de Landsberg (1285-1291), Margrave de Meissen (1288-1291).
- Teodorico IV de Lusacia (o en alemán: Diezmann o Dietrich III), Margrave de Lusacia (1292-1307).
- Federico I "el Mordido", Margrave de Meissen (1292-1323), Margrave de Lusacia (1307-1323), Landgrave de Turingia (1307-1323), Conde Palatino de Sajonia (1281-1323).
- Federico II "El Serio", Margrave de Meissen-Lusacia (1323-1349), Landgrave de Turingia (1323-1349).
- Baltasar, Landgrave de Turingia (1349-1406).
- Federico III "El Estricto", Margrave de Meissen-Ostland (Lusacia) (1349-1381).
- Guillermo I "El Tuerto", Margrave de Meissen (1349-1407).
- Jorge, Margrave de Meissen, Landgrave de Turingia (1381-1401).
- Guillermo II "el Rico", Margrave de Meissen, Landgrave de Turingia (1381-1425).
- Federico IV de Meissen, Margrave de Meissen (1381-1423) (Duque de Sajonia desde 1423).
- Federico IV de Turingia, Landgrave de Turingia (1406-1440)

## Wettin-Sajonia
- Federico I el Pendenciero, Duque-Elector de Sajonia-Wittenberg (1423-1428)

- Guillermo III de Turingia, el Valiente, Landgrave de Turingia (1445-1482), Duque de Luxemburgo (1457-1469)

- Federico II el Apacible, Duque-Elector de Sajonia-Wittenberg (1428-1464), Landgrave de Turingia (1440-1464), Margrave de Meissen-Lusacia (1445-1464)

- Ernesto (Ernest), Duque-Elector de Sajonia-Wittenberg (1464-1486), Landgrave de Turingia (1464-1486) → Línea ERNESTINA

- Alberto III el Valiente (Albrecht III der Beherzte), Margrave de Meissen (1461-1485), Duque de Sajonia-Meissen (1485-1500), Estatúder de Holanda (1488-93) → Línea ALBERTINA

### Wettin-Sajonia (Línea Ernestina)

#### Principado Electoral de Sajonia-Wittenberg
- Ernesto (Ernest), Duque-Elector de Sajonia-Wittenberg (1464-1486), Landgrave de Turingia (1464-1486).

- Federico III el Prudente (Friedrich III der Weise), Príncipe Elector de Sajonia-Wittenberg (1486-1525).

- Juan I el Constante (Johann der Beständige), Príncipe Elector de Sajonia-Wittenberg (1525-1532).

- Juan Federico el Magnánimo (Johann Friedrich I der Grossmütige), Príncipe Elector de Sajonia-Wittenberg (1532-1554).

- Juan Federico II, Príncipe Elector de Sajonia-Wittenberg (1554-1556).

- El privilegio electoral pasa a la línea albertina

#### Wettin-Sajonia-Altenburgo (1.ª)
- Federico Guillermo I (Friedrich Wilhelm I), Duque de Sajonia-Altenburg (1573-1601).
- Juan Felipe (Johann Philipp), Duque de Sajonia-Altenburg (1601-1639).
- Federico Guillermo II (Friedrich Wilhelm II), Duque de Sajonia-Altenburg (1639-1669).
- Federico Guillermo III (Friedrich Wilhelm III), Duque de Sajonia-Altenburg (1669-1672).

#### Wettin-Sajonia-Coburgo
- Juan Federico I, Duque de Sajonia-Coburgo (1542-1554).
- Juan Federico II, Duque de Sajonia-Coburgo-Gotha (1554-1566).
- Juan Federico III, Duque de Sajonia-Coburgo-Jena (1554-1565).
- Federico IV, Duque de Sajonia-Gotha (1566-1572).
- Juan Casimiro, Duque de Sajonia-Coburgo (1566-1633).
- Juan Ernesto II, Duque de Sajonia-Eisenach (1566-1638).
- Ernesto I el Piadoso, Duque de Sajonia-Gotha (1638-1675).

##### Wettin-Sajonia-Gotha-Altenburgo (2.ª)
- Federico I, Duque de Sajonia-Gotha (1675-1691).
- Federico II, Duque de Sajonia-Gotha-Altenburgo (1691-1732).
- Federico III, Duque de Sajonia-Gotha-Altenburgo (1732-1772).
- Ernesto II, Duque de Sajonia-Gotha-Altenburgo (1772-1804).
- Emilio Leopoldo Augusto, Duque de Sajonia-Gotha-Altenburgo (1804-1822).
- Federico IV, Duque de Sajonia-Gotha-Altenburgo (1822-1825).

##### Wettin-Sajonia-Coburgo-Saalfeld
- Alberto, Duque de Sajonia-Coburgo (1675-1699).
- Cristián, Duque de Sajonia-Eisenberg (1680-1707).
- Juan Ernesto, Duque de Sajonia-Saalfeld (1680-1699), Duque de Sajonia-Coburgo-Saalfeld (1699-1729).
- Cristián Ernesto, Duque de Sajonia-Coburgo-Saalfeld (1729-1745).
- Francisco Josías, Duque de Sajonia-Coburgo-Saalfeld (1729-1764).
- Ernesto Federico, Duque de Sajonia-Coburgo-Saalfeld (1764-1800).
- Franciso Federico, Duque de Sajonia-Coburgo-Saalfeld (1800-1806).

###### Sajonia-Coburgo-Gotha
- Ernesto I Antonio Carlos Luis, Duque de Sajonia-Coburgo-Gotha (1806-1844).
- Ernesto II Au. Karl Jo. Leo. Alex. Ed., Duque de Sajonia-Coburgo-Gotha (1844-1893).
- Alfredo Ernesto Alberto, Duque de Sajonia-Coburgo-Gotha (1893-1900).
- Carlos Eduardo, Duque de Sajonia-Coburgo-Gotha (1900-1918).

###### Sajonia-Coburgo-Gotha del Reino Unido (Windsor)
- Francisco Alberto Augusto Carlos Manuel de Sajonia-Coburgo-Gotha (hijo de Ernesto I), Alteza real de Inglaterra, príncipe consorte del Reino Unido de Gran Bretaña e Irlanda (1840-1861). Casado con la reina Victoria del Reino Unido (1837-1901).
- Eduardo VII, rey del Reino Unido de Gran Bretaña e Irlanda, emperador de la India, Príncipe de Sajonia-Coburgo-Gotha, Duque de Sajonia (1901-1910).
- Jorge V, rey del Reino Unido de Gran Bretaña e Irlanda, emperador de la India (1910-1936).
- Eduardo VIII, rey del Reino Unido de Gran Bretaña e Irlanda del Norte, emperador de la India (1936).
- Jorge VI, rey del Reino Unido de Gran Bretaña e Irlanda del Norte (1936-1952), emperador de la India (1936-1948).
- Isabel II, reina del Reino Unido de Gran Bretaña e Irlanda del Norte (1952-2022).

###### Sajonia-Coburgo-Gotha de Bélgica
- Leopoldo Jorge Cristián Federico (Leopoldo I). Hijo de Francisco Federico Antonio Sajonia-Coburgo-Saalfeld, hermano de Ernesto I de Sajonia-Coburgo-Gotha. Príncipe de Sajonia-Coburgo-Gotha, Duque de Sajonia. Elegido como Rey de los Belgas (1831-1865)
  - Carlota de México (hija de Leopoldo I) Majestad Imperial de México (1840-1927), Emperatriz consorte de México (1863-1867). Casada con el emperador Maximiliano de Habsburgo-Lorena (1857-1867) y emperatriz viuda (1867-1927)
- Leopoldo II, rey de los Belgas (1865-1909)
- Alberto I, rey de los Belgas (1909-1934)
- Leopoldo III, rey de los Belgas (1934-1951)
- Balduino I, rey de los Belgas (1951-1993)
- Alberto II, rey de los Belgas (1993-2013)
- Felipe I, rey de los Belgas (2013-)

###### Sajonia-Coburgo-Gotha de Portugal (Casa de Braganza Sajonia-Coburgo y Gotha)
- Fernando Jorge Augusto (Hermano de Ernesto I). Príncipe de Sajonia-Coburgo-Gotha

- Fernando II (su hijo). Casado con la reina María II de Portugal (1826-1828 / 1833-1853). Rey de Portugal (1837-1853)

- Pedro V. Rey de Portugal y de los Algarves (1853-1861)

- Luis I. Rey de Portugal y de los Algarves (1861-1889)

- Carlos I. Rey de Portugal y de los Algarves (1889-1908)

- Manuel II. Rey de Portugal y de los Algarves (1908-1910)

##### Wettin-Sajonia-Meiningen-Hildburghausen

###### Sajonia-Meiningen
- Bernardo I, Duque de Sajonia-Meiningen (1680-1706)
- Ernesto Luis I, Duque de Sajonia-Meiningen (1706-1724)
- Ernesto Luis II, Duque de Sajonia-Meiningen (1724-1729)
- Carlos Federico, Duque de Sajonia-Meiningen (1729-1743)
- Federico Guillermo, Duque de Sajonia-Meiningen (1743-1746)
- Antonio Ulrico, Duque de Sajonia-Meiningen (1746-1763)
- Augusto Federico Carlos Guillermo, Duque de Sajonia-Meiningen (1763-1742)
- Jorge I Federico Carlos de Sajonia-Meiningen (1742-1803)

###### Sajonia-Römhild
- Enrique, Duque de Sajonia-Römhild (1680-1710)

###### Sajonia-Hildburghausen
- Ernesto II, Duque de Sajonia-Hildburghausen (1680-1715)
- Ernesto Federico I, Duque de Sajonia-Hildburghausen (1715-1724)
- Ernesto Federico II, Duque de Sajonia-Hildburghausen (1724-1745)
- Ernesto Federico III, Duque de Sajonia-Hildburghausen (1745-1780)
- Federico, Duque de Sajonia-Hildburghausen (1780-1825)

###### Sajonia-Altenburgo (3.ª)
- Federico, Duque de Sajonia-Altenburgo (1825-1834)
- José Jorge Federico, Duque de Sajonia-Altenburgo (1834-1848)
- Jorge Carlos Federico, Duque de Sajonia-Altenburgo (1848-1853)
- Ernesto I Federico, Duque de Sajonia-Altenburgo (1853-1908)
- Ernesto II Bernardo Jorge, Duque de Sajonia-Altenburgo (1908-1918)

###### Sajonia-Meiningen-Hildburghausen
- Bernardo II, Duque de Sajonia-Meiningen-Hildburghausen (1803-1866)
- Jorge II, Duque de Sajonia-Meiningen-Hildburghausen (1866-1914)
- Bernardo III, Duque de Sajonia-Meiningen-Hildburghausen (1914-1918)

#### Wettin-Sajonia-Weimar
- Juan Guillermo, Duque de Sajonia-Weimar (1554-1573)
- Juan II, Duque de Sajonia-Weimar (1573-1605)
- Juan Ernesto I, Duque de Sajonia-Weimar(1605-1626)
- Federico, Duque de Sajonia-Weimar (1605-1622)
- Alberto, Duque de Sajonia-Weimar (1605-1644)
- Juan Federico, Duque de Sajonia-Weimar (1605-1628)
- Federico Guillermo II, Duque de Sajonia-Weimar (1605-1619)
- Guillermo, Duque de Sajonia-Weimar (1605-1662)
- Juan Ernesto II, Duque de Sajonia-Weimar (1662-1683)
- Juan Ernesto III, Duque de Sajonia-Weimar (1683-1707)
- Guillermo Ernesto, Duque de Sajonia-Weimar (1683-1728)
- Ernesto Augusto I, Duque de Sajonia-Weimar (1728-1741)

Pasa a ser Sajonia-Weimar-Eisenach

##### Wettin-Sajonia-Eisenach
- Adolfo Guillermo, Duque de Sajonia-Eisenach (1662-1668)
- Guillermo Augusto, Duque de Sajonia-Eisenach (1668-1671)
- Juan Jorge I, Duque de Sajonia-Marksuhl (1662-1671), Dº Sajonia-Eisenach (1671-1686)
- Juan Jorge II, Duque de Sajonia-Eisenach (1686-1698)
- Juan Guillermo, Duque de Sajonia-Eisenach (1698-1729)
- Guillermo Enrique, Duque de Sajonia-Eisenach (1729-1741)

##### Wettin-Sajonia-Jena
- Bernardo II, Duque de Sajonia-Jena (1662-1678)
- Juan Guillermo, Duque de Sajonia-Jena (1678-1690)

##### Wettin-Sajonia-Weimar-Eisenach
- Ernesto Augusto I, Duque de Sajonia-Weimar-Eisenach (1741-1748)
- Ernesto Augusto II Constantino, Duque de Sajonia-Weimar-Eisenach (1748-1758)
- Carlos Augusto I, Duque de Sajonia-Weimar-Eisenach (1758-1828), Gran Duque (1815)
- Carlos Federico, Gran Duque de Sajonia-Weimar-Eisenach (1828-1853)
- Carlos Alejandro, Gran Duque de Sajonia-Weimar-Eisenach (1853-1901)
- Guillermo Ernesto, Gran Duque de Sajonia-Weimar-Eisenach (1901-1918)
- Carlos Augusto II, Gran Duque de Sajonia-Weimar-Eisenach

### Wettin-Sajonia-Meissen (Línea Albertina)
- Alberto III el Osado (Albrecht III der Beherzte) Margrave de Meissen (1464-1465), Duque de Sajonia-Meissen (1465-1500).
- Jorge El Barbudo (Georg der Bärtige), Duque de Sajonia-Meissen (1500-1539).
- Enrique V el Pío (Heinrich V der Fromme), Duque de Sajonia-Meissen (1539-1541).
- Mauricio (Moritz), Duque de Sajonia-Meissen (1541-1547).
- Recibe en 1547 el privilegio electoral, pasando el territorio de Meissen a llamarse Sajonia Electoral.

#### Sajonia Electoral
- Mauricio, Príncipe Elector de Sajonia (1547-1553)
- Augusto, Príncipe Elector de Sajonia (1553-1586).
- Cristian I, Príncipe Elector de Sajonia (1586-1591).
- Cristian II, Príncipe Elector de Sajonia (1591-1611).
- Juan Jorge I, Príncipe Elector de Sajonia (1611-1656).
- Juan Jorge II, Príncipe Elector de Sajonia (1656-1680).
- Juan Jorge III, Príncipe Elector de Sajonia (1680-1691).
- Juan Jorge IV, Príncipe Elector de Sajonia (1691-1694).
- Federico Augusto I, Príncipe Elector de Sajonia (1694-1733), Rey de Polonia (1697-1704 / 1709-1733).
- Federico Augusto II, Príncipe Elector de Sajonia (1733-1763), Rey de Polonia (1733-1763).
- Federico Cristian, Príncipe Elector de Sajonia (1763).
- Federico Augusto III, Príncipe Elector de Sajonia (1763-1806).

El electorado se convierte en Reino (1806).

#### Reino de Sajonia
- Federico Augusto I (III) Rey de Sajonia (1806-1827).
- Antonio I Rey de Sajonia (1827-1836).
- Federico Augusto II (IV) Rey de Sajonia (1836-1854)
- Juan I Rey de Sajonia (1836-1854).
- Alberto I Rey de Sajonia (1836-1902).
- Jorge I Rey de Sajonia (1902-1904).
- Federico Augusto III (V) Rey de Sajonia (1904-1918).

##### Pretendientes
- Federico Augusto III (V) (1918-1932).
- Federico Cristian de Sajonia, Federico IV (1932-1968).
- María Manuel de Sajonia, Manuel I (1968-2012).
- Alberto de Sajonia, Alberto II (2012)
- Alejandro de Sajonia-Gessaphe, Alejandro I (2012-presente)

##### Línea Alberto
- Alberto de Sajonia, Alberto II (2012)
- Ruediger de Sajonia, Ruediger I (2012-2022)
- Daniel de Sajonia, Daniel I (2022-presente)

#### Ducados menores Sajonia-Meissen

##### Sajonia-Weissenfels
- Augusto, Duque de Sajonia-Weissenfels (1656-1680)
- Juan Adolfo I, Duque de Sajonia-Weissenfels (1680-1697)
- Juan Jorge, Duque de Sajonia-Weissenfels (1697-1712)
- Cristián, Duque de Sajonia-Weissenfels (1712-1736)
- Juan Adolfo II, Duque de Sajonia-Weissenfels (1736-1746)

##### Sajonia-Merseburgo
- Cristián I, Duque de Sajonia-Merseburgo (1656-1691)
- Cristián II, Duque de Sajonia-Merseburgo (1691-1694)
- Cristián III Mauricio, Duque de Sajonia-Merseburgo (1694)
- Mauricio Guillermo, Duque de Sajonia-Merseburgo (1694-1731)
- Enrique, Duque de Sajonia-Merseburgo (1731-1738)

##### Sajonia-Zeitz
- Mauricio, Duque de Sajonia-Zeitz (1656-1681)
- Mauricio Guillermo, Duque de Sajonia-Zeitz (1681-1718)

#### Pretendientes al Reino de Polonia
- Federico Augusto I, Rey de Polonia (1806-1827).
- Antonio I, Rey de Polonia (1827-1836).
- Federico Augusto II, Rey de Polonia (1836-1854).
- Juan IV, Rey de Polonia (1836-1854).
- Alberto I, Rey de Polonia (1836-1873).
- Jorge I, Rey de Polonia (1873-1902).
- Federico Augusto III, Rey de Polonia (1902-1932).
- Federico Cristian de Sajonia, Federico IV (1932-1968).
- María Manuel de Sajonia, Manuel I (1968-2012).
- Alberto de Sajonia, Alberto II (2012)
- Alejandro de Sajonia-Gessaphe, Alejandro II (2012-presente)